# Adrian Grygiel
Adrian Grygiel (* 13. August 1983 in Kattowitz, Polen) ist ein deutsch-polnischer Eishockeyspieler, der seit 2020 beim Krefelder EV 1981 in der Eishockey-Oberliga unter Vertrag steht.

## Karriere
Grygiel wuchs in Kamp-Lintfort in der Nähe von Krefeld auf und begann seine Eishockeykarriere schließlich beim Krefelder EV. 1999/2000, in seiner letzten Nachwuchssaison, konnte der damals 16-Jährige in 31 Juniorenspielen 44 Tore und 57 Punkte erzielen, woraufhin ihn die Verantwortlichen der Krefeld Pinguine ihn vor Saisonbeginn 2000/01 in den DEL-Kader der Rheinländer beriefen. Aufgrund guter Leistungen in der Vorbereitung bekam der Flügelstürmer mehrere Bewährungschancen in der DEL. Insgesamt brachte es Grygiel in seiner Premierensaison auf 29 Einsätze in der DEL, in denen der damals 17-Jährige zwei Tore und sechs Vorlagen erzielte. Hinzu kamen 25 Einsätze beim EV Duisburg, dem Kooperationspartner der Pinguine in der Oberliga Nord, für die er in der Spielzeit 14 Punkte erzielte.
Die gezeigten Leistungen sorgten dafür, dass Adrian Grygiel in der folgenden Saison 2001/02 zum Stammkader der Pinguine gehörte, auch in der folgenden Spielzeit konnte sich der Angreifer noch einmal steigern und erzielte in 46 Spielen sieben Tore und 13 Punkte. In den Playoffs kam der Rechtsschütze jedoch kaum zum Einsatz, da Trainer Butch Goring aus taktischen Gründen die defensiveren und erfahreneren Spielern Sergej Stas und Andreas Raubal aufstellte.
Im letzten Spiel in der Rheinlandhalle vor dem Umzug in den neu errichteten KönigPALAST in der 2004/05 erzielte Grygiel in der Partie gegen die Adler Mannheim den letzten Treffer im alten Stadion. Zur Saison 2006/07 wechselte der Stürmer zu den Nürnberg Ice Tigers. Am 2. April 2012 gab er bekannt, dass er zur Saison 2012/13 zu den Grizzly Adams Wolfsburg wechselt.
Nach einer durchwachsenen Saison mit drei Toren und fünf Vorlagen in 50 Spielen wurde Grygiel im Sommer 2013 von den Wolfsburgern freigestellt und über eine Auflösung seines bis 2014 laufenden Vertrages verhandelt. Nachdem sich Grygiel zunächst beim EV Duisburg fit hielt und schließlich auch sechs Spiele für den West-Oberligisten absolvierte, verpflichteten ihn im November 2013 die Augsburger Panther, die damit auf eine Vielzahl verletzungsbedingter Ausfälle von Stammspielern reagierten. Bei den Panthern erhielt er sowohl 2014, als 2015 jeweils eine Vertragsverlängerung, so dass er letztlich bis 2017 bei den Panthern unter Vertrag stand und insgesamt über 160 DEL-Spiele für den Klub absolvierte.
Nach der Saison 2016/17 kehrte er zu den Krefeld Pinguinen zurück.

### International
Für die deutsche Juniorennationalmannschaften bestritt Adrian Grygiel die U18-Weltmeisterschaften 2001 sowie die U20-WM 2002 und 2003.

## Karrierestatistik
(Legende zur Spielerstatistik: Sp oder GP = absolvierte Spiele; T oder G = erzielte Tore; V oder A = erzielte Assists; Pkt oder Pts = erzielte Scorerpunkte; SM oder PIM = erhaltene Strafminuten; +/− = Plus/Minus-Bilanz; PP = erzielte Überzahltore; SH = erzielte Unterzahltore; GW = erzielte Siegtore; 1 Play-downs/Relegation; Kursiv: Statistik nicht vollständig)